# 三重県道674号河合丸柱線
三重県道674号河合丸柱線（みえけんどう674ごう かわいまるばしらせん）は、三重県伊賀市を通る一般県道である。

## 概要
三重県伊賀市千貝から伊賀市丸柱に至る。

### 路線データ
- 起点：三重県伊賀市千貝（字焼尾谷46番7[1][2]：阿山中学校前交差点、滋賀県道・三重県道49号甲南阿山伊賀線交点）
- 終点：三重県伊賀市丸柱（字北出1557-1番地先[1][2]：丸柱交差点、国道422号交点、伊賀コリドール上）
- 総延長：4,793.90 m

## 歴史
- 1959年（昭和34年）
  - 1月25日  - 認定[3]

路線名：一般県道674号石川丸柱線
起点：三重県阿山郡阿山村大字石川
終点：三重県阿山郡阿山村大字丸柱
  - 3月31日 - 道路区域の決定[4]
  - 5月19日 - 道路の供用開始[5]

三重県阿山郡阿山村大字石川字向出686の4番地先から三重県阿山郡阿山村大字丸柱字北出1369番地先を経て三重県阿山郡阿山村大字丸柱字北出1557番地先まで（延長3.49 km）
- 1983年（昭和58年）4月1日
  - 県道の路線認定の一部改正[6]（路線の延長、起点の変更、路線名の変更）

路線名：一般県道674号馬場丸柱線
起点：三重県阿山郡阿山町馬場
終点：三重県阿山郡阿山町大字丸柱
  - 道路区域の変更[7]

三重県阿山郡阿山町石川字向出686の4番地先から三重県阿山郡阿山町大字丸柱字北出1557-1番地先まで（延長3,405.30 m）を
三重県阿山郡阿山町馬場字大房1078-4番地先から三重県阿山郡阿山町大字丸柱字北出1557-1番地先まで（延長5,825.10 m）に変更
- 2002年（平成14年）4月1日 - 県道の路線認定の一部改正[8]（路線の短縮、起点の変更、路線名の変更）

路線名：一般県道674号河合丸柱線
起点：三重県阿山郡阿山町大字千貝
終点：三重県阿山郡阿山町大字丸柱
- 2007年（平成19年）4月1日 - 県道の路線認定の一部改正[9]（自治体合併に伴う変更）

起点：三重県伊賀市千貝
終点：三重県伊賀市丸柱
- 2009年（平成21年）2月13日 - 道路区域の変更[10]（下記道路区域の廃止）

三重県伊賀市馬場字大房1077番4から三重県伊賀市千貝字焼尾谷46番7まで（延長1,031.20 m）

## 路線状況

### 重複区間
- 伊賀コリドール（伊賀市丸柱 - 伊賀市丸柱・丸柱交差点（終点））

## 地理

### 通過する自治体
- 三重県

- 伊賀市

### 交差する道路
| 交差する道路                          | 交差する場所 | 交差する場所              |
| ------------------------------------- | ------------ | ------------------------- |
| 滋賀県道・三重県道49号甲南阿山伊賀線  | 千貝         | 阿山中学校前交差点 / 起点 |
| 伊賀コリドール 重複区間起点           | 丸柱         |                           |
| 国道422号 伊賀コリドール 重複区間終点 | 丸柱         | 終点                      |

### 沿線
- 伊賀市役所 阿山支所
- 伊賀市立阿山中学校
- 伊賀市立河合小学校
- 丸柱郵便局
- バードウイングカントリークラブ